# زارة (لودر)

تعديل مصدري - تعديل

زارة هي إحدى قرى عزلة زارة بمديرية لودر التابعة لمحافظة أبين، بلغ تعداد سكانها 1263 نسمة حسب تعداد اليمن لعام 2004.